# Love Me Right (bài hát)
"Love Me Right" là bài hát được thu âm bởi nhóm nhạc nam EXO cho phiên bản tái phát hành của album phòng thu thứ hai của nhóm Exodus. Nó được phát hành bằng cả tiếng Hàn và tiếng Trung bởi SM Entertainment vào ngày 3 tháng 6 năm 2015. Phiên bản tiếng Nhật của bài hát mang tựa đề "Love Me Right ~Romantic Universe~", được phát hành dưới dạng đĩa đơn đầu tay của EXO tại Nhật Bản bởi Avex Trax vào ngày 4 tháng 11 năm 2015.

## Phát hành và quảng bá
Sau khi thành viên Tao rút khỏi các hoạt động nhóm, EXO tiếp tục với đội hình 9 thành viên bằng cách phát hành phiên bản tái phát hành của album phòng thu thứ hai của họ EXODUS. "Love Me Right" đóng vai trò là đĩa đơn và được phát hành cùng với các video âm nhạc vào ngày 3 tháng 6 năm 2015. Nhóm bắt đầu biểu diễn bài hát trên các chương trình âm nhạc truyền hình Hàn Quốc vào ngày 4 tháng 6 năm 2015. Họ cũng đã thêm bài hát vào danh sách của chuyến lưu diễn khởi động thứ hai The EXO'luXion bắt đầu từ chương trình Đài Bắc vào ngày 12 tháng 6 năm 2015.

## Phản hồi
"Love Me Right" dẫn đầu trên bảng xếp hạng Gaon Digital Chart của Hàn Quốc, trở thành đĩa đơn quán quân trong nước thứ hai của EXO và đạt vị trí thứ 3 trên Billboard World Digital Songs. Bài hát đã giành được số một 11 lần trong tổng số các chương trình truyền hình âm nhạc Hàn Quốc.

### Danh sách cuối năm
| Nhà phê bình/xuất bởi | Danh sách                       | Xếp hạng | Chú thích |
| --------------------- | ------------------------------- | -------- | --------- |
| Dazed                 | The Top 20 K-Pop tracks of 2015 | 3        | [ 7 ]     |
| KultScene             | The Top 50 korean songs of 2015 | 20       | [ 8 ]     |

## Phiên bản tiếng Nhật
Vào ngày 30 tháng 8 năm 2015, EXO được thông báo sẽ phát hành đĩa đơn đầu tay tại Nhật Bản vào ngày 4 tháng 11. Đĩa đơn sau đó được tiết lộ là phiên bản tiếng Nhật của "Love Me Right", có tựa đề là "Love Me Right ~Romantic Universe~". Vào ngày phát hành, đĩa đơn đã bán được tổng cộng 147.000 bản và đạt thứ hạng cao nhất trong bảng xếp hạng Oricon, trở thành đĩa đơn bán chạy nhất tại Nhật Bản của một nghệ sĩ Hàn Quốc mọi thời đại. Đĩa đơn sau đó được phát hành tại Hàn Quốc vào ngày 18 tháng 11 năm 2015.

### Danh sách bài hát
| STT              | Nhan đề                                          | Phổ lời                                                                | Phổ nhạc                                                  | Thời lượng |
| ---------------- | ------------------------------------------------ | ---------------------------------------------------------------------- | --------------------------------------------------------- | ---------- |
| 1.               | "Love Me Right ~Romantic Universe~"              | Oh Yoo-won, Kim Dong-hyun, Sara Sakurai                                | Denzil "DR" Remedios, Courtney Woolsey, Nermin Harambasic | 3:29       |
| 2.               | "Drop That"                                      | MQ (BeatBurger), Jae Shim (BeatBurger), Hidenori Tanaka (agehasprings) | Shaun, Jae Shim (BeatBurger), Andreas Öberg, Maria Marcus | 3:34       |
| 3.               | "Love Me Right ~Romantic Universe~" (Less Vocal) |                                                                        | Denzil "DR" Remedios, Courtney Woolsey, Nermin Harambasic | 3:29       |
| 4.               | "Drop That" (Less Vocal)                         |                                                                        | Shaun, Jae Shim (BeatBurger), Andreas Öberg, Maria Marcus | 3:34       |
| Tổng thời lượng: | Tổng thời lượng:                                 | Tổng thời lượng:                                                       | Tổng thời lượng:                                          | 14:06      |

## Bảng xếp hạng
| Chart (2015)                       | Thứ hạng cao nhất   |
| Phiên bản tiếng Hàn                | Phiên bản tiếng Hàn |
| ---------------------------------- | ------------------- |
| Hàn Quốc (Gaon Digital Chart)      | 1                   |
| US World Digital Songs (Billboard) | 3                   |
| Japan Hot 100 (Billboard)          | 33                  |
| Phiên bản tiếng Nhật               |                     |
| Nhật Bản (Oricon)                  | 1                   |
| Japan Hot 100 (Billboard)          | 1                   |

| Bảng xếp hạng (2015)          | Thứ hạng cao nhất |
| ----------------------------- | ----------------- |
| Hàn Quốc (Gaon Digital Chart) | 40                |

## Doanh số
| Lãnh thổ             | Doanh số            |
| Phiên bản tiếng Hàn  | Phiên bản tiếng Hàn |
| -------------------- | ------------------- |
| Hàn Quốc (Gaon)      | 1.142.627           |
| Hoa Kỳ (iTunes)      | 2.000+              |
| Phiên bản tiếng Nhật |                     |
| Nhật Bản (Oricon)    | 195.622             |
| Hàn Quốc (Gaon)      | 11.469              |

## Chứng nhận
| Quốc gia                                  | Chứng nhận | Số đơn vị/doanh số chứng nhận |
| ----------------------------------------- | ---------- | ----------------------------- |
| Nhật Bản (RIAJ)                           | Platinum   | 250.000^                      |
| ^ Chứng nhận dựa theo doanh số nhập hàng. |            |                               |

## Giải thưởng và đề cử

### Giải thưởng chương trình âm nhạc
| Chương trình              | Ngày                     |
| ------------------------- | ------------------------ |
| Show Champion (MBC Music) | Ngày 10 tháng 6 năm 2015 |
| Show Champion (MBC Music) | Ngày 17 tháng 6 năm 2015 |
| Show Champion (MBC Music) | Ngày 24 tháng 6 năm 2015 |
| Music Bank (KBS)          | Ngày 12 tháng 6 năm 2015 |
| Music Bank (KBS)          | Ngày 19 tháng 6 năm 2015 |
| Show! Music Core (MBC)    | Ngày 13 tháng 6 năm 2015 |
| Show! Music Core (MBC)    | Ngày 20 tháng 6 năm 2015 |
| Show! Music Core (MBC)    | Ngày 27 tháng 6 năm 2015 |
| The Show (SBS MTV)        | Ngày 16 tháng 6 năm 2015 |
| M! Countdown (Mnet)       | Ngày 18 tháng 6 năm 2015 |
| Inkigayo (SBS)            | Ngày 21 tháng 6 năm 2015 |

## Lịch sử phát hành
| Lãnh thổ                           | Ngày                               | Định dạng                          | Hãng đĩa                           |
| Phiên bản tiếng Hàn và tiếng Trung | Phiên bản tiếng Hàn và tiếng Trung | Phiên bản tiếng Hàn và tiếng Trung | Phiên bản tiếng Hàn và tiếng Trung |
| ---------------------------------- | ---------------------------------- | ---------------------------------- | ---------------------------------- |
| Toàn cầu                           | Ngày 3 tháng 6 năm 2015            | Tải nhạc số streaming              | SM Entertainment                   |
| Phiên bản tiếng Nhật               |                                    |                                    |                                    |
| Nhật Bản                           | Ngày 4 tháng 11 năm 2015           | CD, tải nhạc số, streaming         | Avex Trax                          |
| Toàn cầu                           | Ngày 4 tháng 11 năm 2015           | Tải nhạc số, streaming             | Avex Trax                          |
| Hàn Quốc                           | Ngày 18 tháng 11 năm 2015          | CD, tải nhạc số, streaming         | Avex Trax                          |